# Adriano Xavier
Adriano Fernandes Procópio Xavier Cavalcante (Ituiutaba, 6 de fevereiro de 2002) é um voleibolista indoor brasileiro atuante na posição de ponteiro, com marca de alcance de 344 cm no ataque e 324 cm no bloqueio.

## Carreira

### Clube
Adriano competiu pelo time da Prefeitura de Juatuba, beneficiado pelo programa Esporte para Todos, onde disputava nas categorias Sub-17 e Sub-19 o Campeonato Metropolitano. Na temporada 2019-20 o atleta se profissionalizou e foi apresentado como atleta do APAV/Canoas, para disputar a Superliga Série B, porém a mesma foi cancelada devido à pandemia da COVID-19.
Na temporada 2020-21 foi contratado pelo Vôlei Um Itapetininga. Alcançou as semifinais no Campeonato Paulista de 2020 e o quarto lugar na Superliga Série A eliminando nas quartas de final o favorito Sada Cruzeiro, e destacou-se individualmente entre os maiores pontuadores com 294 pontos marcados e premiado como segundo melhor ponteiro da competição; além do quinto lugar na Copa Brasil de 2021.
Em 2021 o ponteiro foi anunciado como o novo reforço do Vôlei Renata/Campinas. Com o novo clube, o atleta conquistou o terceiro lugar do Campeonato Sul-Americano de 2022 ao vencer de virada o Policial Vóley.

### Seleção
Em 2019 foi convocado para seleção brasileira para disputar o Campeonato Mundial Sub-19, sediado em Tunes. Vestindo a camisa #6, finalizou o torneio na nona posição.
Em 2021 foi convidado pelo técnico Renan Dal Zotto para treinar com a seleção adulta em preparação para a Liga das Nações em Rimini. No mesmo ano foi convocado para integrar a seleção brasileira na edição do Campeonato Sul-Americano de 2021, realizado em Brasília, e conquistou o título da competição ao vencer todas as partidas disputadas.
Disputando o primeiro campeonato mundial adulto de sua carreira, conquistou a inédita medalha de bronze da seleção brasileira ao derrotar a seleção eslovena por 3 sets a 1.

## Títulos e resultados
- Superliga Brasileira-Série A:2020-21
- Campeonato Paulista:2020

## Premiações individuais
- 2º Melhor Ponteiro do Campeonato Sul-Americano de Clubes de 2022

- MVP dos Jogos Pan-Americanos Júnior de 2021
- Melhor Sacador dos Jogos Pan-Americanos Júnior de 2021
- 2º Melhor Ponteiro dos Jogos Pan-Americanos Júnior de 2021
- 2º Melhor Ponteiro Superliga Brasileira a 2020–21